# Slavko Perović
Slavko Perović , cyr. Славко Перовић (ur. 9 czerwca 1989 w Kragujevacu) – serbski piłkarz występujący na pozycji napastnika. Od 2015 roku zawodnik Alanyasporu.